# مجلس نمایندگان نیوزیلند
مجلس نمایندگان نیوزیلند قوه مقننه نیوزیلند در پارلمان تک‌مجلسی این کشور است.
مجلس نمایندگان معمولاً شامل ۱۲۰ نماینده می‌باشد که با رأی مردم برای یک دورهٔ حداکثر سه‌ساله انتخاب می‌گردند. مقر مجلس نمایندگان در شهر ولینگتون واقع شده‌است.